# Los Corrals (Vilamolera)
Los Corrals és un indret del terme municipal de Sant Esteve de la Sarga, al Pallars Jussà, en terres del poble de Vilamolera.
És el paratge tot a l'entorn de les restes de Vilamolera i de l'ermita de Sant Salvador de la Serra. Rep el nom de les mateixes construccions que romanen de Vilamolera, que serviren fins fa pocs anys de corral per al bestiar.